# Drużynowy Puchar Polski na Żużlu 1992
Drużynowy Puchar Polski na Żużlu 1992 – 4. edycja Drużynowego Pucharu Polski, organizowanych przez Polski Związek Motorowy. W sezonie 1992 pierwszy raz zwycięzcę wyłoniono systemem pucharowym.

## Runda wstępna
| Zespół 1.                   |    | Zespół 2.            | 1. mecz | 2. mecz |
| --------------------------- | -- | -------------------- | ------- | ------- |
| Victoria – Rolnicki Machowa | vs | Unia Leszno          | 36:54   | 0:40    |
| KKŻ Krosno                  | vs | GKM Grudziądz        | 55:35   | 36:54   |
| Polonia Piła                | vs | Kolejarz-Remak Opole | 40:0    | 40:0    |

## Eliminacje
| Zespół 1.                 |    | Zespół 2.                 | 1. mecz | 2. mecz |
| ------------------------- | -- | ------------------------- | ------- | ------- |
| Unia Leszno               | vs | Wybrzeże-Rafineria Gdańsk | 67:23   | 53:37   |
| Sparta-Aspro Wrocław      | vs | Yawal Częstochowa         | 73:17   | 59:31   |
| Iskra Ostrów Wielkopolski | vs | Polonia Bydgoszcz         | 37:52   | 20:69   |
| ROW Rybnik                | vs | Unia Tarnów               | 64:26   | 49:41   |
| Start Gniezno             | vs | Stal Gorzów Wielkopolski  | 40:50   | 18:35   |
| Polonia Piła              | vs | Apator Toruń              | 42:47   | 27:63   |
| Stal-Westa Rzeszów        | vs | Morawski Zielona Góra     | 49:41   | 36:54   |
| KKŻ Krosno                | vs | Motor Lublin              | 28:62   | 39:51   |

## Ćwierćfinały
| Zespół 1.            |    | Zespół 2.                | 1. mecz   | 2. mecz |
| -------------------- | -- | ------------------------ | --------- | ------- |
| Unia Leszno          | vs | Motor Lublin             | 43:47     | 37:53   |
| Sparta-Aspro Wrocław | vs | Morawski Zielona Góra    | 50,5:36,5 | 30:60   |
| Polonia Bydgoszcz    | vs | Apator Toruń             | 69:21     | 34:55   |
| ROW Rybnik           | vs | Stal Gorzów Wielkopolski | 49:41     | 36:54   |

## Półfinały
| Zespół 1.                |    | Zespół 2.             | 1. mecz | 2. mecz |
| ------------------------ | -- | --------------------- | ------- | ------- |
| Stal Gorzów Wielkopolski | vs | Motor Lublin          | 53:37   | 41:49   |
| Polonia Bydgoszcz        | vs | Morawski Zielona Góra | 53:37   | 26:64   |

## Finał
| Zespół 1.             |    | Zespół 2.                | 1. mecz | 2. mecz |
| --------------------- | -- | ------------------------ | ------- | ------- |
| Morawski Zielona Góra | vs | Stal Gorzów Wielkopolski | 56:34   | 44:46   |